# Péptido antimicrobiano de síntesis ribosomal
Los Péptidos de síntesis ribosomal son péptidos antimicrobianos.

## Características
- Carga neta positiva o débilmente cargados.
- Ricos en arginina o lisina
- Anfipáticos.

## Clasificación
De acuerdo a su estructura se pueden clasificar como:
- Péptidos de estructura beta, estabilizada por puentes disulfuro
  - Difensinas.
- Péptidos de estructura a-helice
  - Bomvibina.
  - Cecropina.
  - Magainina.
  - Melitina.
- Péptidos de estructura extendida con predominio de uno o dos aminoácidos.
  - Indolicindina.
  - Profenina.

- Datos: Q6093812